# Georges-Henri Robichon
Pour les articles homonymes, voir Robichon.
Georges-Henri Robichon est un avocat et homme politique québécois. Il a été bâtonnier du Barreau de Trois-Rivières de 1927 à 1929. Il fut également maire de Trois-Rivières, de 1931 à 1937.